# Tsarenkoergan
De Tsarenkoergan (Russisch: Царский курган, Tsarski koergan) uit de 4e eeuw v.Chr. is een van de meest indrukwekkende grafheuvels (of koergans) van de oostelijke Krim. Het ganggraf is gelegen in het huidige Kertsj, de locatie van de oude Griekse stad Panticapaeum (Παντικάπαιον) gesticht door kolonisten uit Milete.
In Kertsj en haar directe omgeving bevinden zich ongeveer 200 grafheuvels. De Tsarenkoergan ligt ongeveer 5 km ten noordoosten van het centrum van de stad, dicht bij het Gedenkteken voor de verdedigers van de steengroeve van Adzjimoesjkaj.
De heuvel is bijna 20 meter hoog met een omtrek van ongeveer 250 meter. Het bevat een grafkamer met een vierkante plattegrond (4.39 m X 4.35 m), welke geleidelijk overgaat in de ronde vorm van een kraagkoepel ("valse koepel"). De totale hoogte van de grafkamer is 8,84 meter. Ook de 2.80 meter brede en 37 meter lange gang die naar de grafkamer leidt is gebouwd met een  kraaggewelf. Beide zijn gebouwd uit gelige kalksteenblokken en hebben een vloer van een aangestampt mengsel van klei, kalk en kalksteen.
Aangenomen wordt dat de Tsarenkoergan de laatste rustplaats was van een heerser van het Bosporuskoninkrijk. Dit werd in de 5e eeuw v.Chr. gesticht uit de Griekse kolonies in de noordelijke Zwarte Zeeregio en aan de Zee van Azov. De koergan zou het graf van Leukon I van Bosporus (389-349 v.Chr.) geweest kunnen zijn.
Tijdens opgravingen in de jaren 1833-1837 werd de koergan geopend, waarbij men echter slechts resten van een houten sarcofaag vond. Waarschijnlijk was het graf al in de oudheid geplunderd. In de muren gekerfde Christelijke symbolen suggereren dat de grafkamer een toevluchtsoord voor vroege christenen was.
Bij de grafheuvel is een lapidarium ingericht. Dit kleine museum toont archeologische vondsten uit de oudheid, zoals sokkels, grafstenen en sarcofagen.

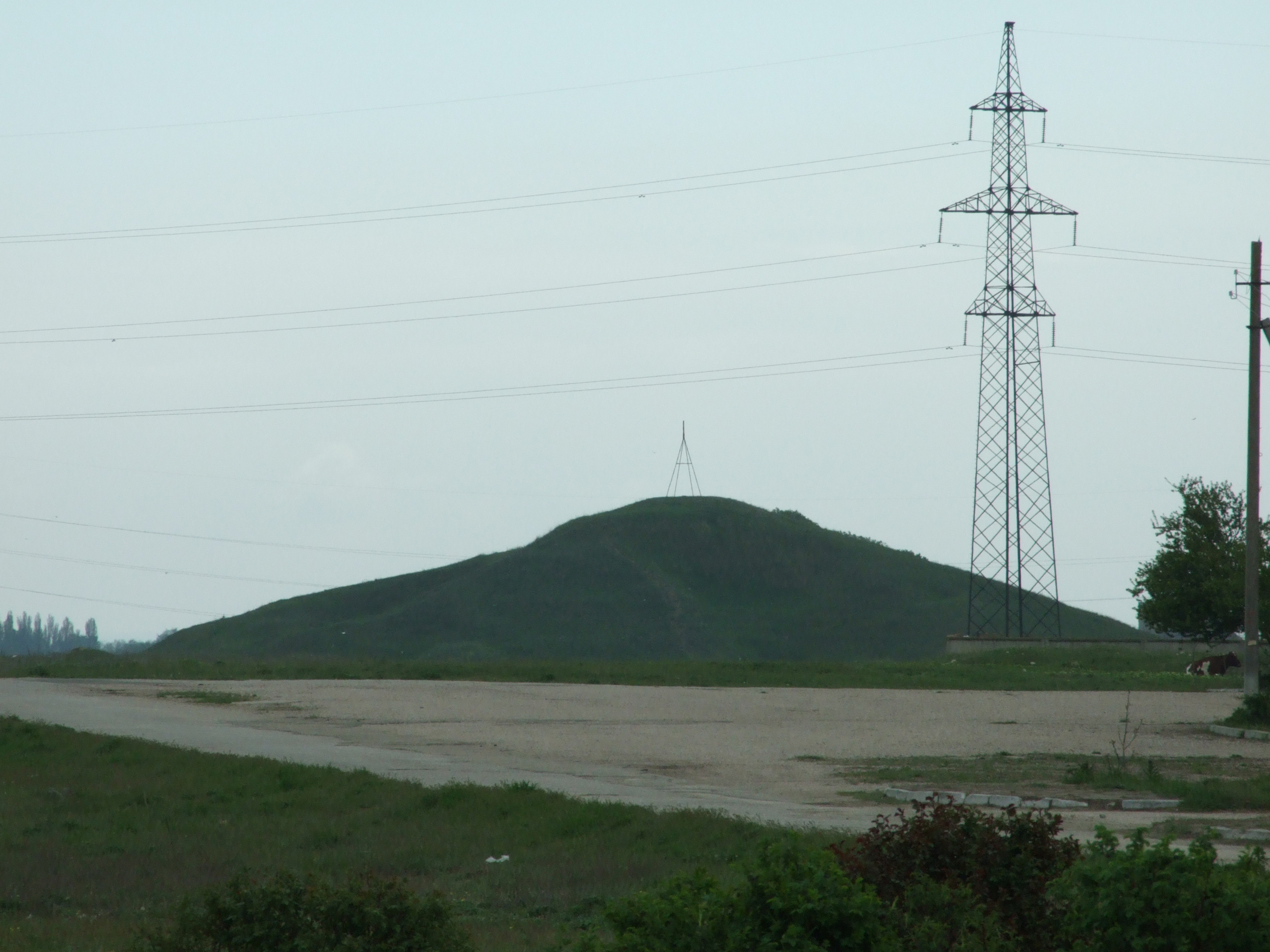
Overzicht
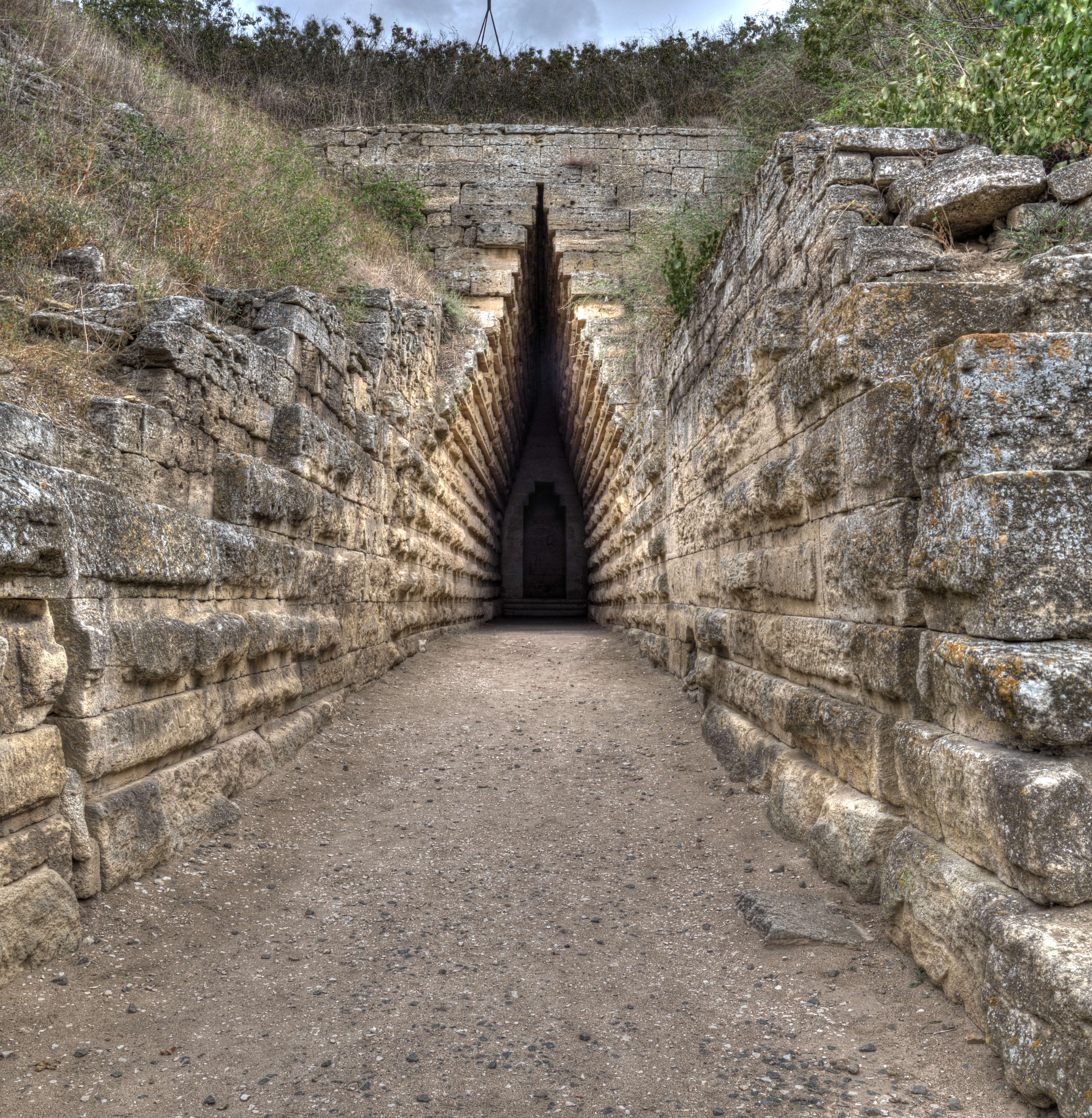
Toegang
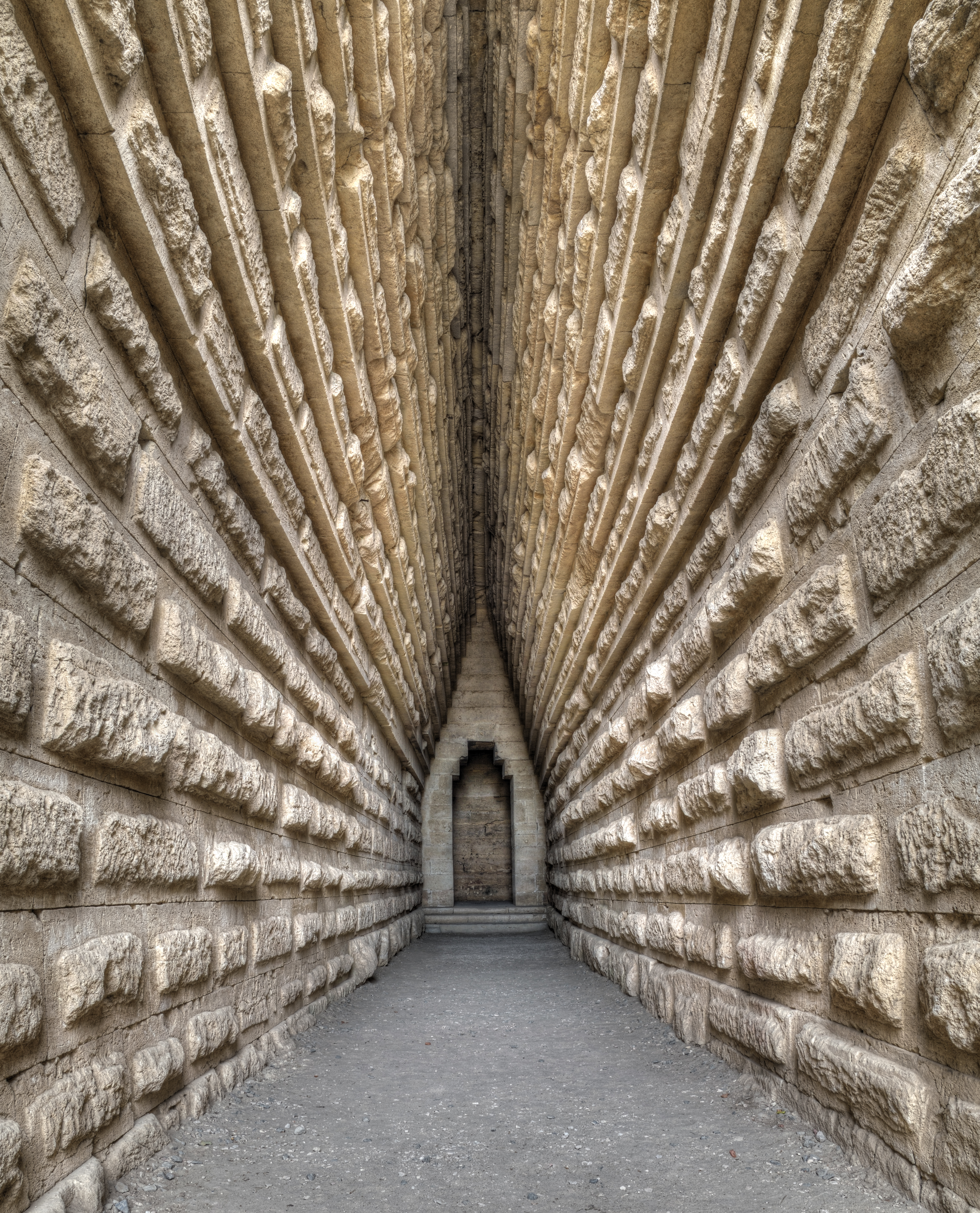
Vals gewelf
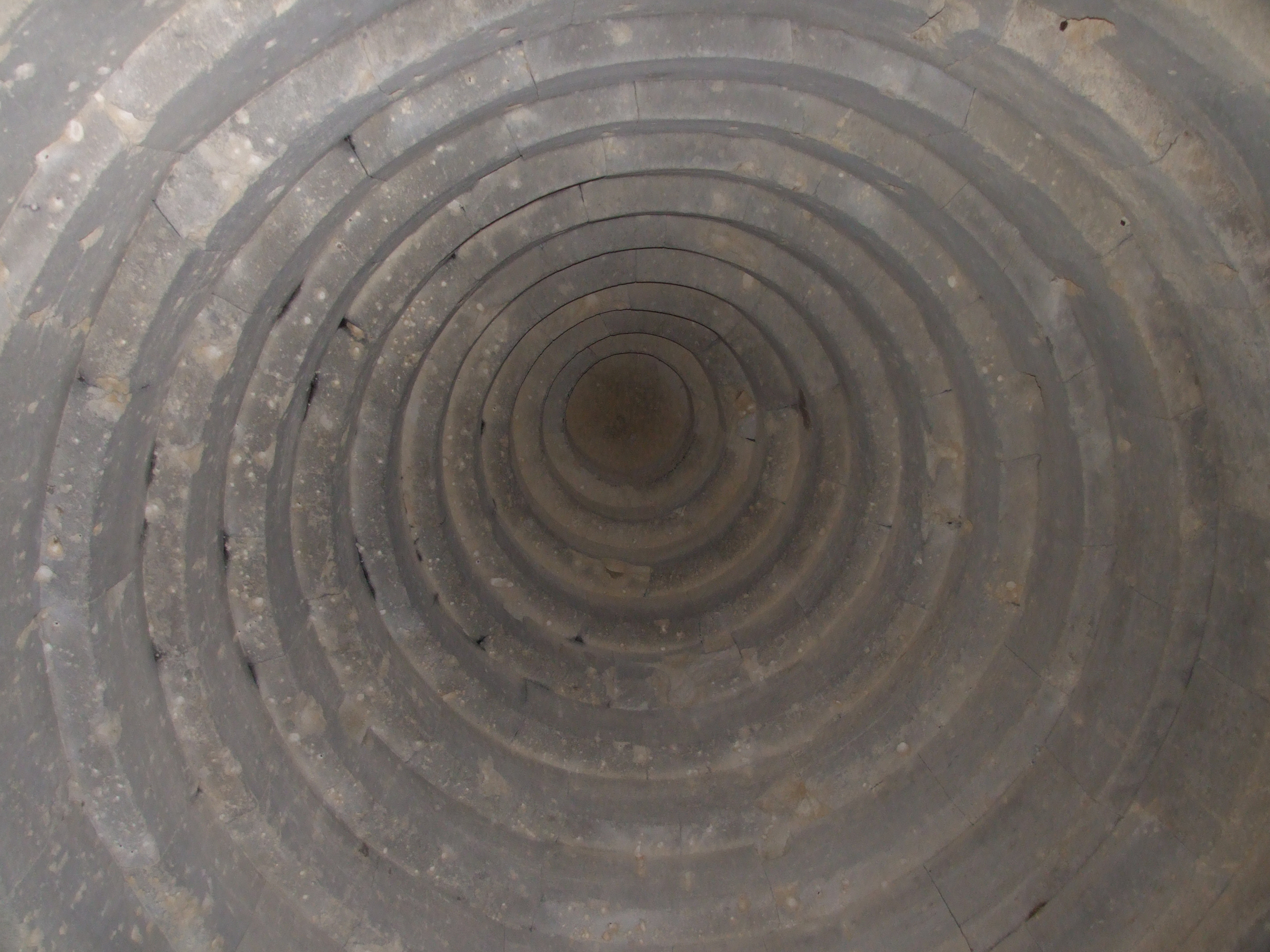
Valse koepel